# C12H6Cl4O2S
化学式C12H6Cl4O2S（摩尔质量：356.05 g/mol）可能指：
- 三氯杀螨砜，CAS号：116-29-0
- 硫双二氯酚，CAS号：97-18-7

|  | 这个同类索引页列出了具有相同分子式的化学物（即同分異構體）条目。 除非您是有意链接至本页，否则应将相应条目的内部链接指向正确的条目。 |